# Franziska Fast
Franziska Fast (* 18. Mai 1925 in Wien-Ottakring; † 19. Oktober 2003 ebenda) war eine österreichische Politikerin (SPÖ), Metallarbeiterin und Volksanwältin. Fast war 1983 Abgeordnete zum Nationalrat.

## Leben
Franziska „Franzi“ Fast eines von vier Kindern eines Bauhilfsarbeiters, besuchte die Pflichtschule und übernahm danach Tätigkeiten als ungelernte Arbeiterin. Sie war danach angelernte Emailliererin bei der Firma Austria-Email-EHT AG und besuchte von 1959 bis 1960 die Sozialakademie der Kammer für Arbeiter und Angestellte für Wien.
Neben ihrem Beruf engagierte sich Fast als Betriebsrätin und war Betriebsratsobfrau der Austria-Email-EHT AG. Zudem war sie Gewerkschaftssekretärin der Gewerkschaft Metall-Bergbau-Energie und Kammerrätin der Kammer für Arbeiter und Angestellte für Wien sowie Vorsitzende der Frauen in der Fraktion Sozialistischer Gewerkschafter im ÖGB. Daneben hatte sie die Funktion der Stellvertretenden Vorsitzenden der Fraktion Sozialistischer Gewerkschafter im ÖGB Wien inne, war Vorsitzende der Frauen und Stellvertretende Vorsitzende der Gewerkschaft Metall-Bergbau-Energie sowie Vorsitzende der Volkshilfeorganisation in Wien-Ottakring. Innerparteilich war sie als Mitglied im Vorstandes der SPÖ-Ottakring aktiv und hatte zudem das Amt der Stellvertretenden Vorsitzenden der Frauen der SPÖ-Ottakring inne.
Fast vertrat die SPÖ zwischen 1973 und 1979 im Wiener Landtag und Gemeinderat; vom 5. November 1979 bis zum 24. Mai 1983 war sie unter Bundeskanzler Bruno Kreisky Staatssekretärin für Frauenfragen im Bundesministerium für soziale Verwaltung. Vom 1. Juni 1983 bis zum 30. Juni 1983 war Fast Abgeordnete zum Nationalrat und übernahm im Anschluss vom 1. Juli 1983 bis zum 30. Juni 1989 das Amt der Volksanwältin. Bis kurz vor ihrem Tod war sie außerdem Präsidentin der Volkshilfe Wien, ihr Nachfolger in dieser Position war Johann Hatzl.
Franziska Fast ist bestattet auf dem Evangelischen Friedhof Matzleinsdorf (Grabdaten: Gruppe 1 / Grab-Nr. 226, Bestattungen am 30.10.2003; Grabnutzungsdauer bis 19.02.2033). Im Jahr 2005 wurde in Wien-Donaustadt (22. Bezirk) die Franziska-Fast-Gasse nach ihr benannt. Am 1. Oktober 2020 wurde in ihrem Heimatbezirk Ottakring eine Wohnanlage nach ihr benannt. In den 1980er-Jahren war auch eine kleine Wohnanlage zur Unterbringung von rund 100 Flüchtlingen im Hörndlwald nach ihr benannt worden, diese Anlage stand ab ca. 2011 mangels Bedarf leer und war danach zeitweise durch die Hausbesetzergruppe „EVORA“ zur Nutzung des Wohnraums besetzt worden. Die Anlage wurde 2020 abgerissen und das Gelände renaturiert.

## Auszeichnungen (Auszug)
- 1983: Großes Silbernes Ehrenzeichen am Bande für Verdienste um die Republik Österreich[3]
- 2001: Julius-Tandler-Medaille
- Großes Goldenes Ehrenzeichen für Verdienste um das Land Wien